# Блессінг Афріфа
Блессінг Аквасі Афріфа (івр. בלסינג אקווסי אפריפה, англ. Blessing Akwasi Afrifah; нар. 26 жовтня 2003) — ізраїльський легкоатлет ганайського походження, який спеціалізується у бігу на короткі дистанції.

## Спортивні досягнення
Чемпіон світу серед юніорів у бігу на 200 метрів (2022).
Багаторазовий чемпіон Ізраїлю у бігу на 100 та 200 метрів.
Рекордсмен Європи серед юніорів у бігу на 200 метрів (1996; 2022).